# مسجد چاملیجا
مسجد چاملیجا (ترکی استانبولی: Çamlıca Camii) بزرگترین مسجد ترکیه و از مساجد شهر استانبول است که در سال ۲۰۱۹ افتتاح شد. طراحی مسجد از معماری عثمانی و آثار معمار سنان الهام گرفته شده‌است. این بنا دارای چهار مناره است که ۱۰۷٫۱ متر طول دارد، و یادآور سال نبرد ملازگرد در سال ۱۰۷۱ میلادی است.

## نگارخانه

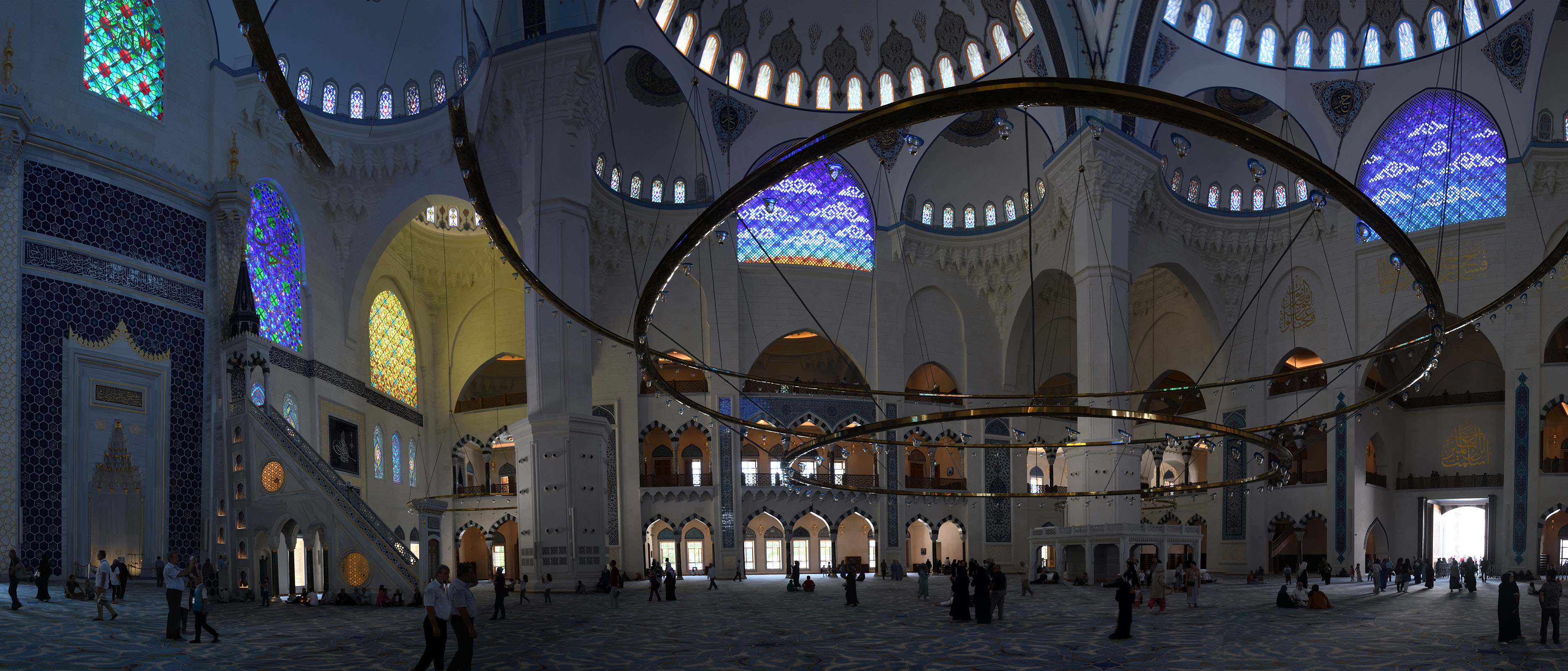
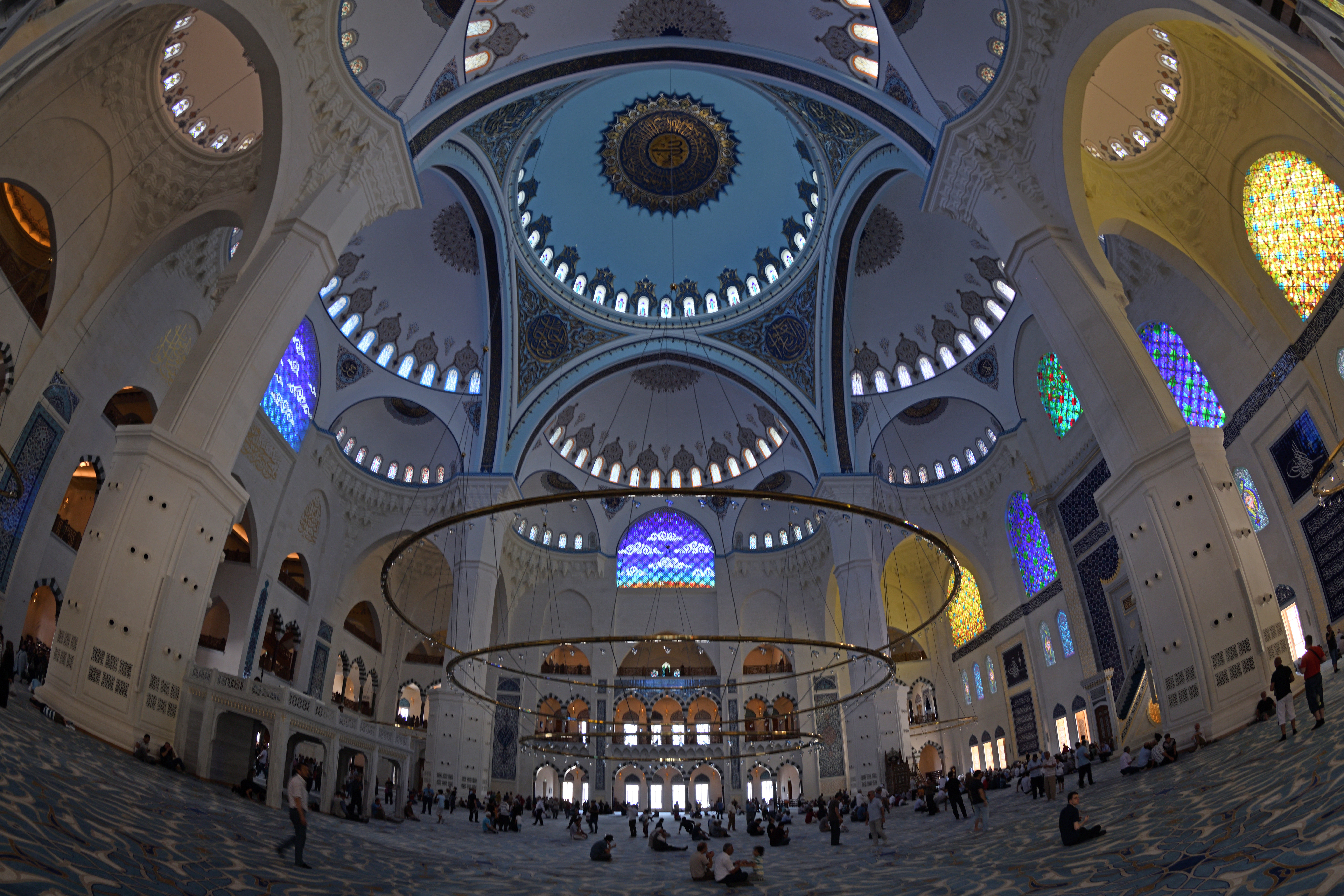
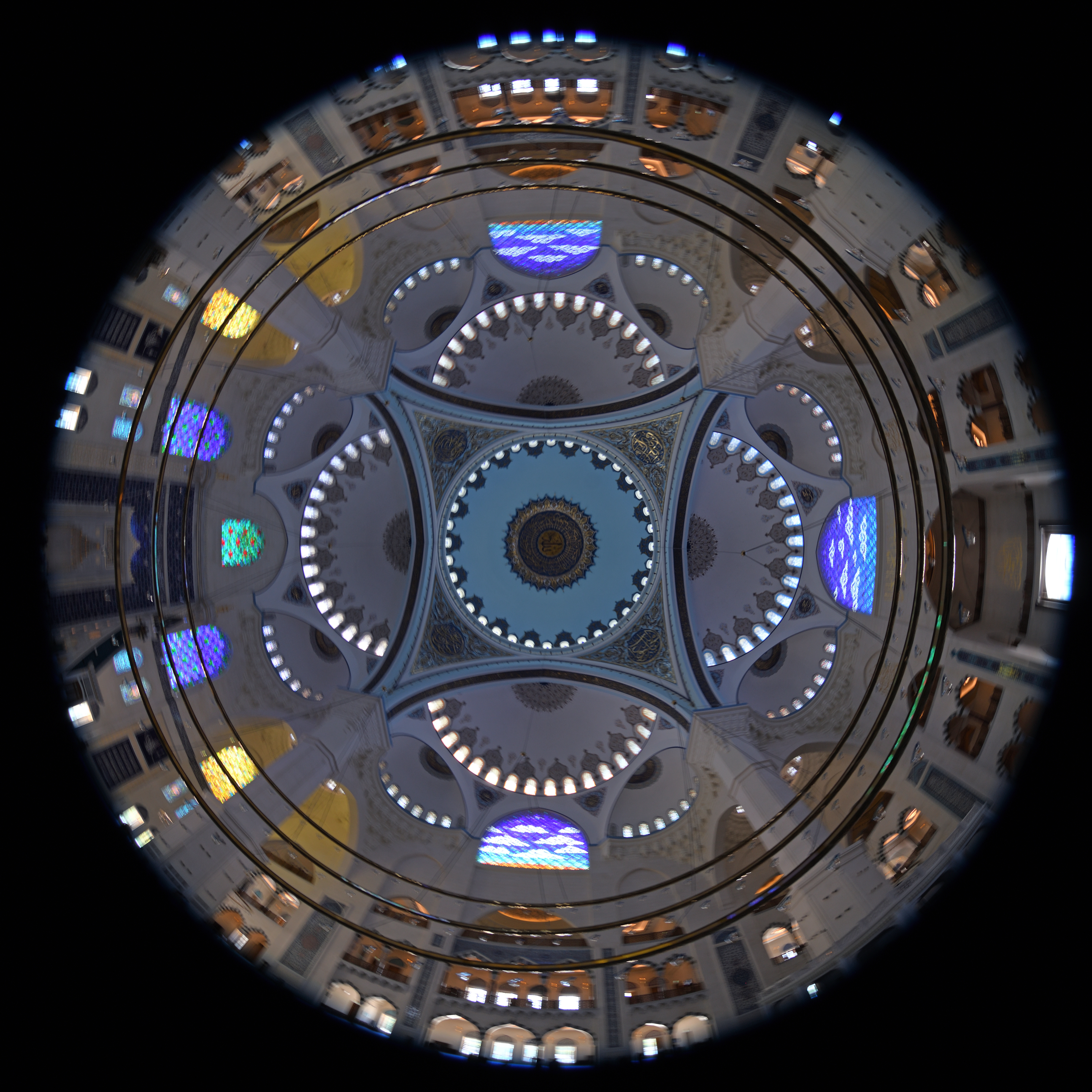
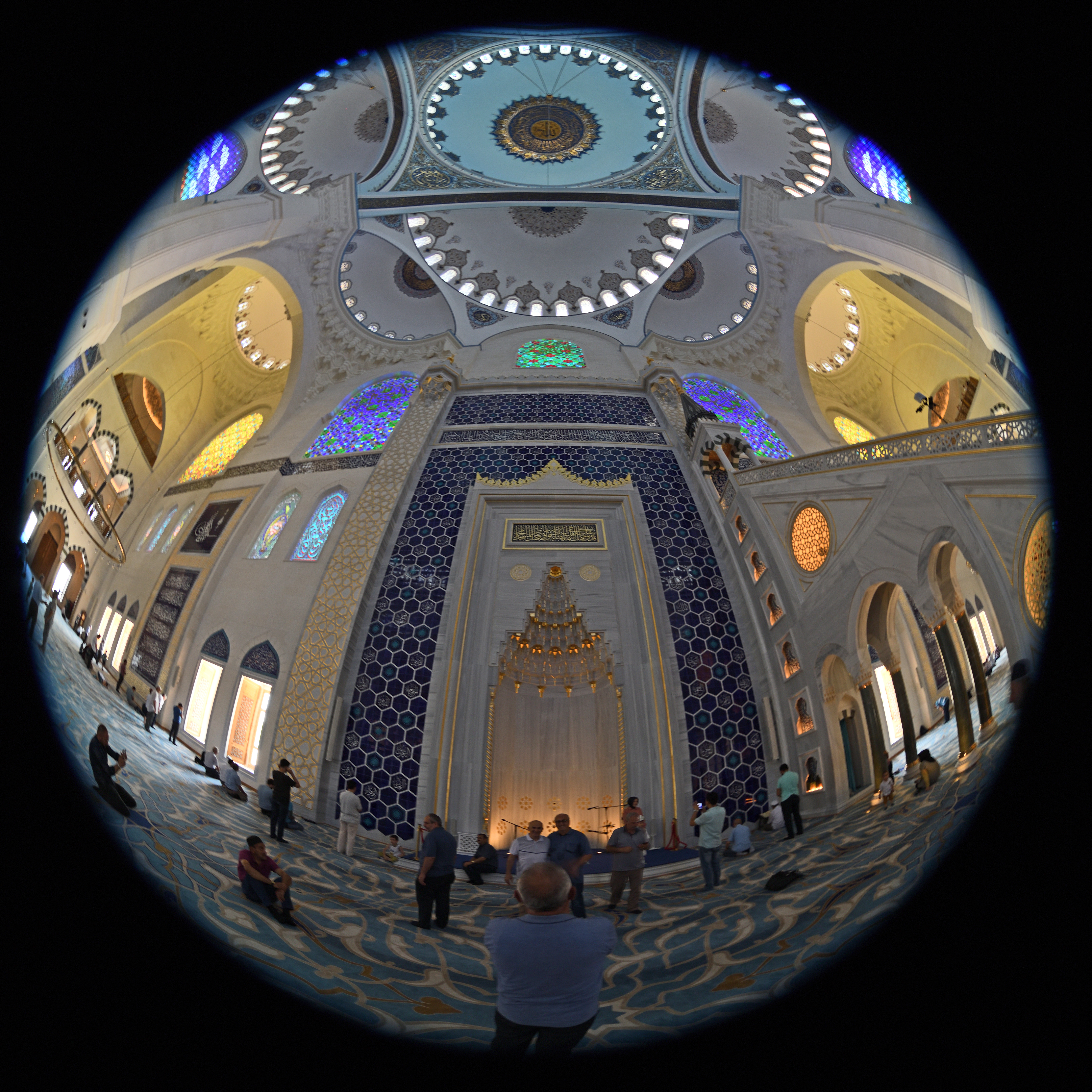
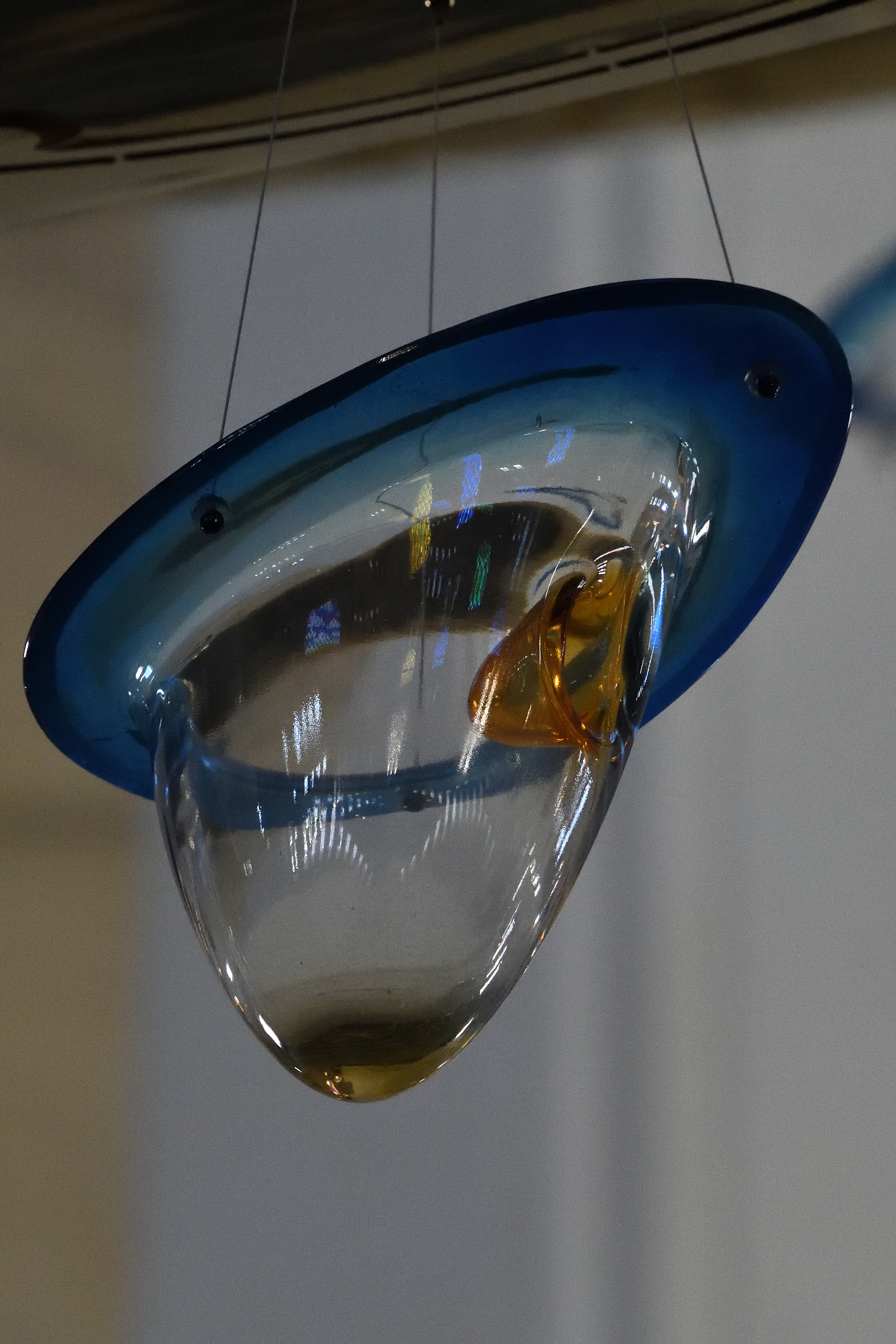
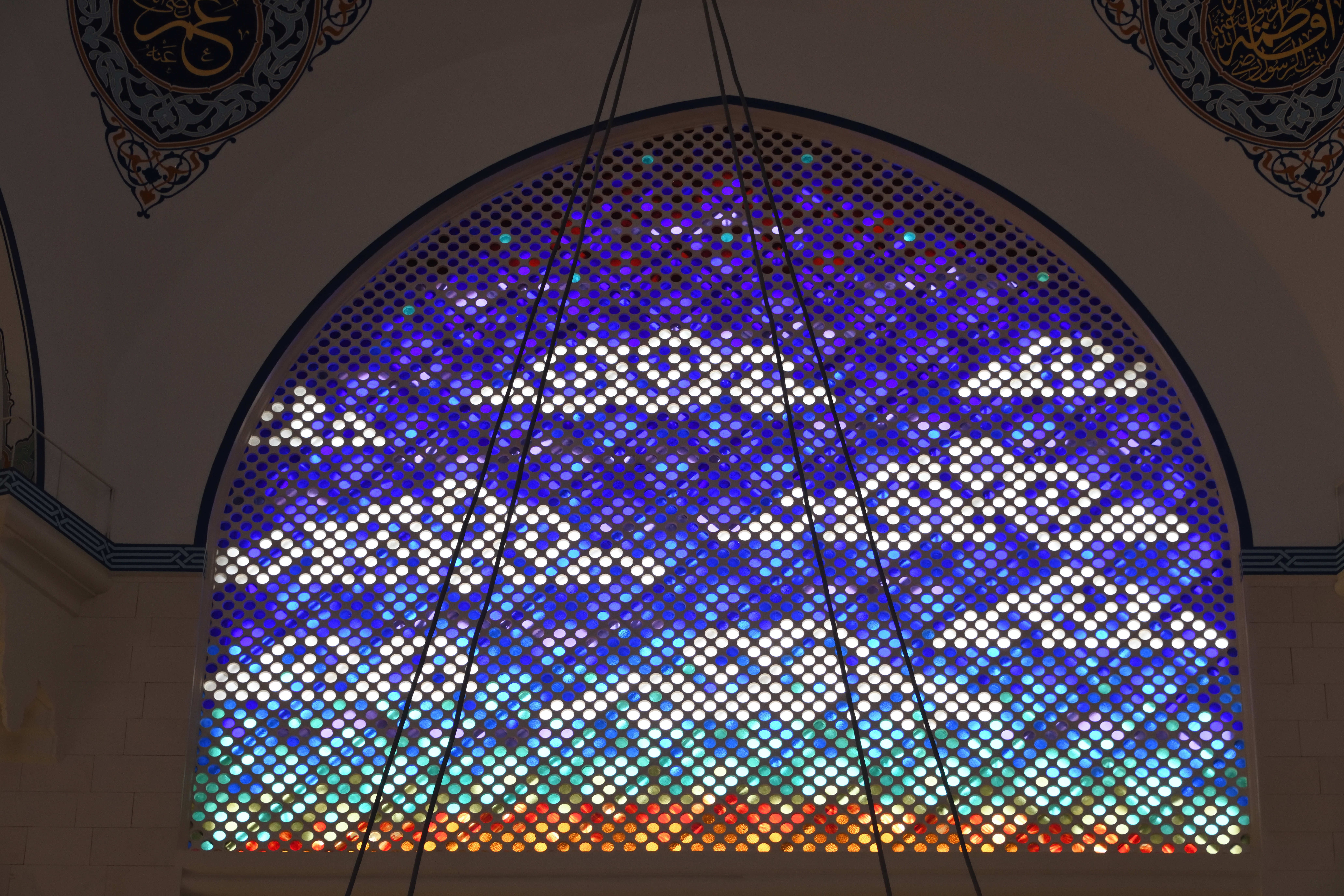
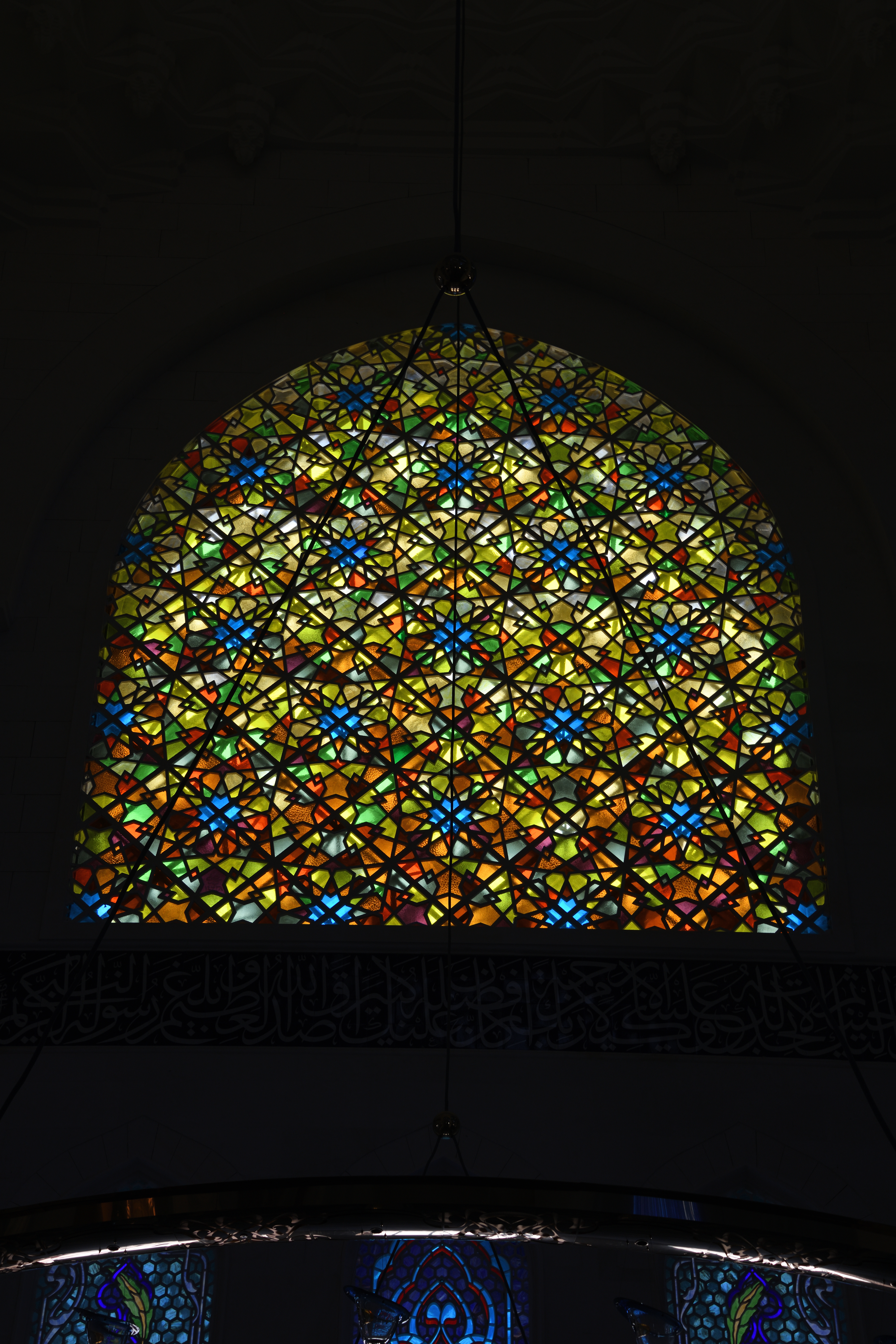
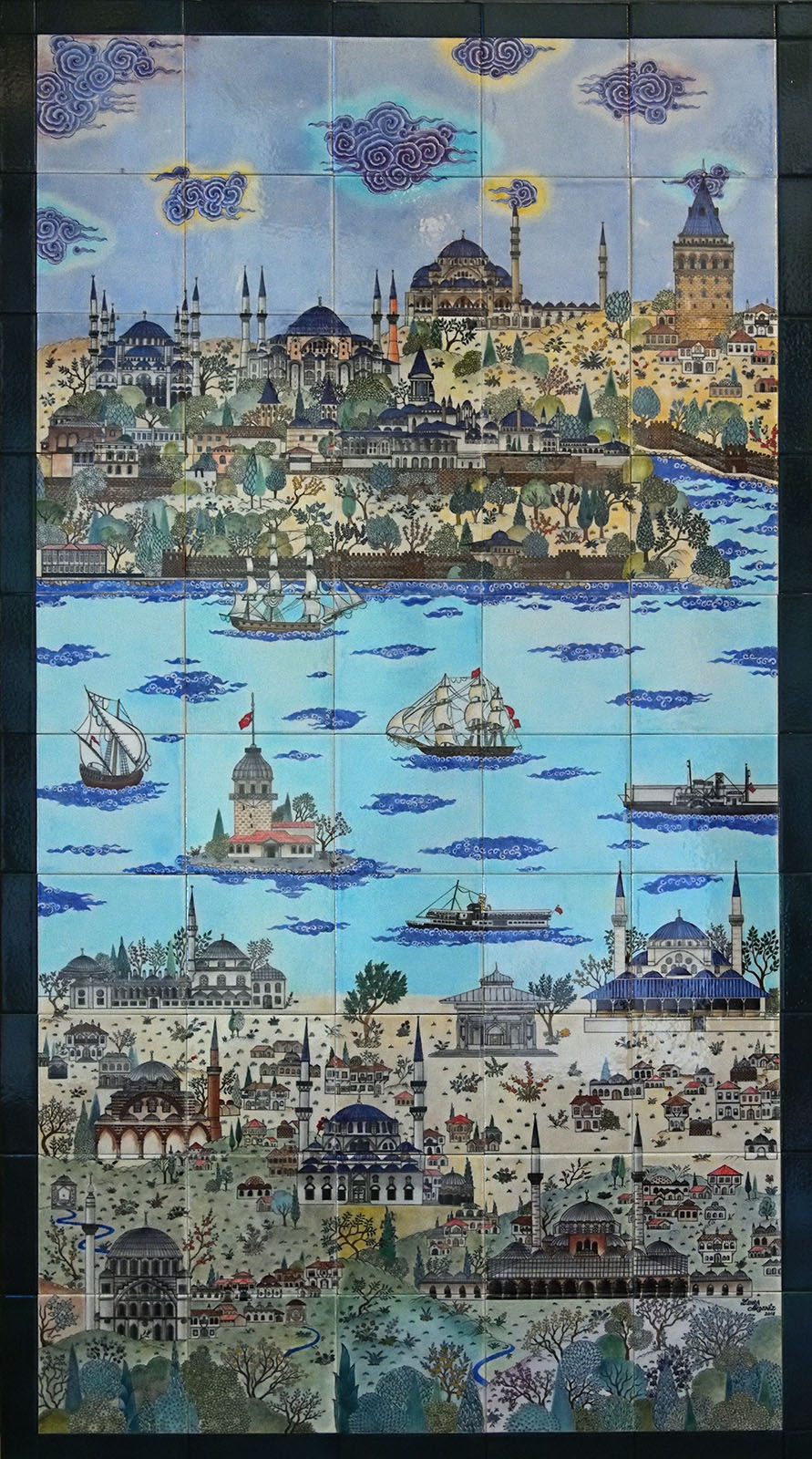
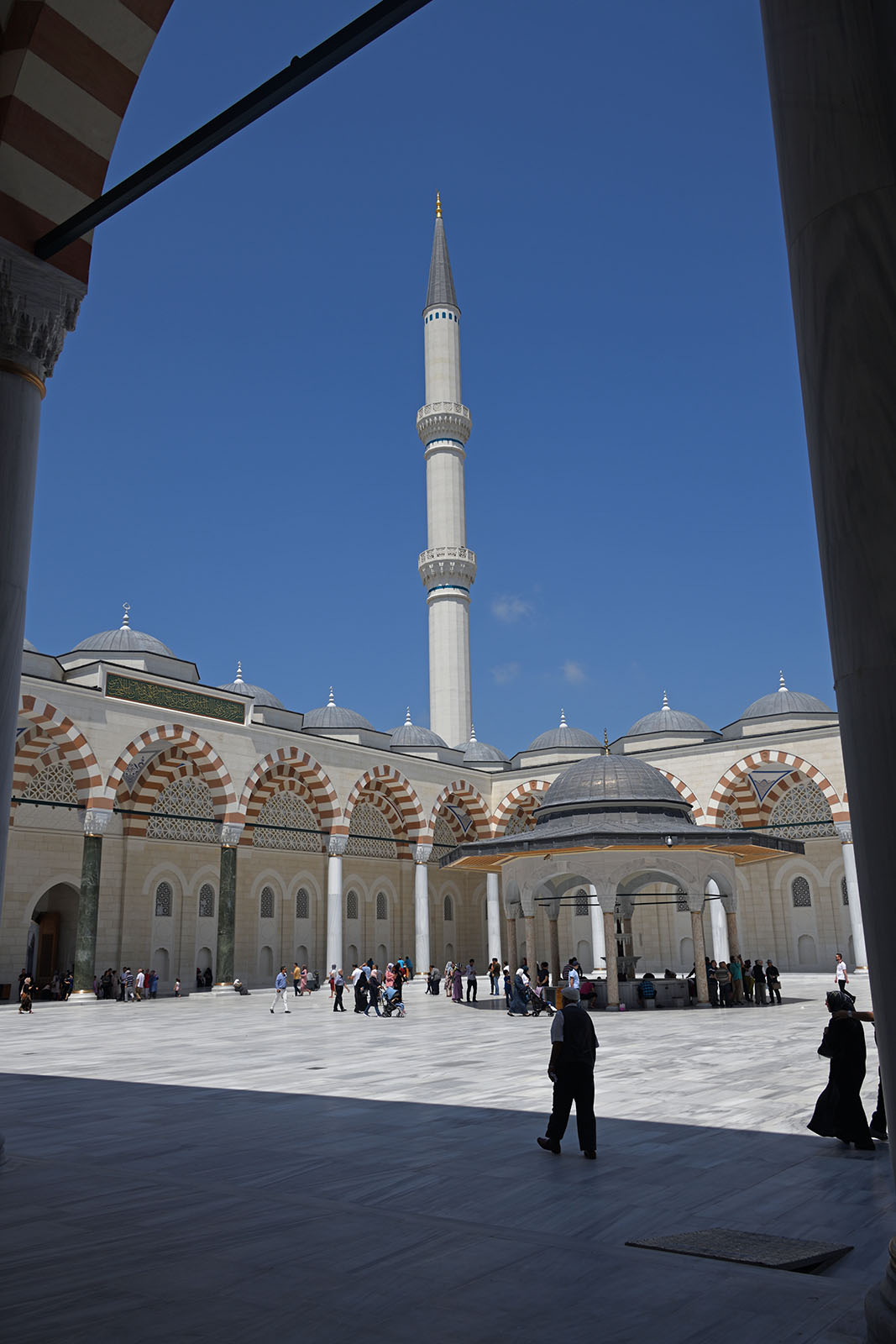
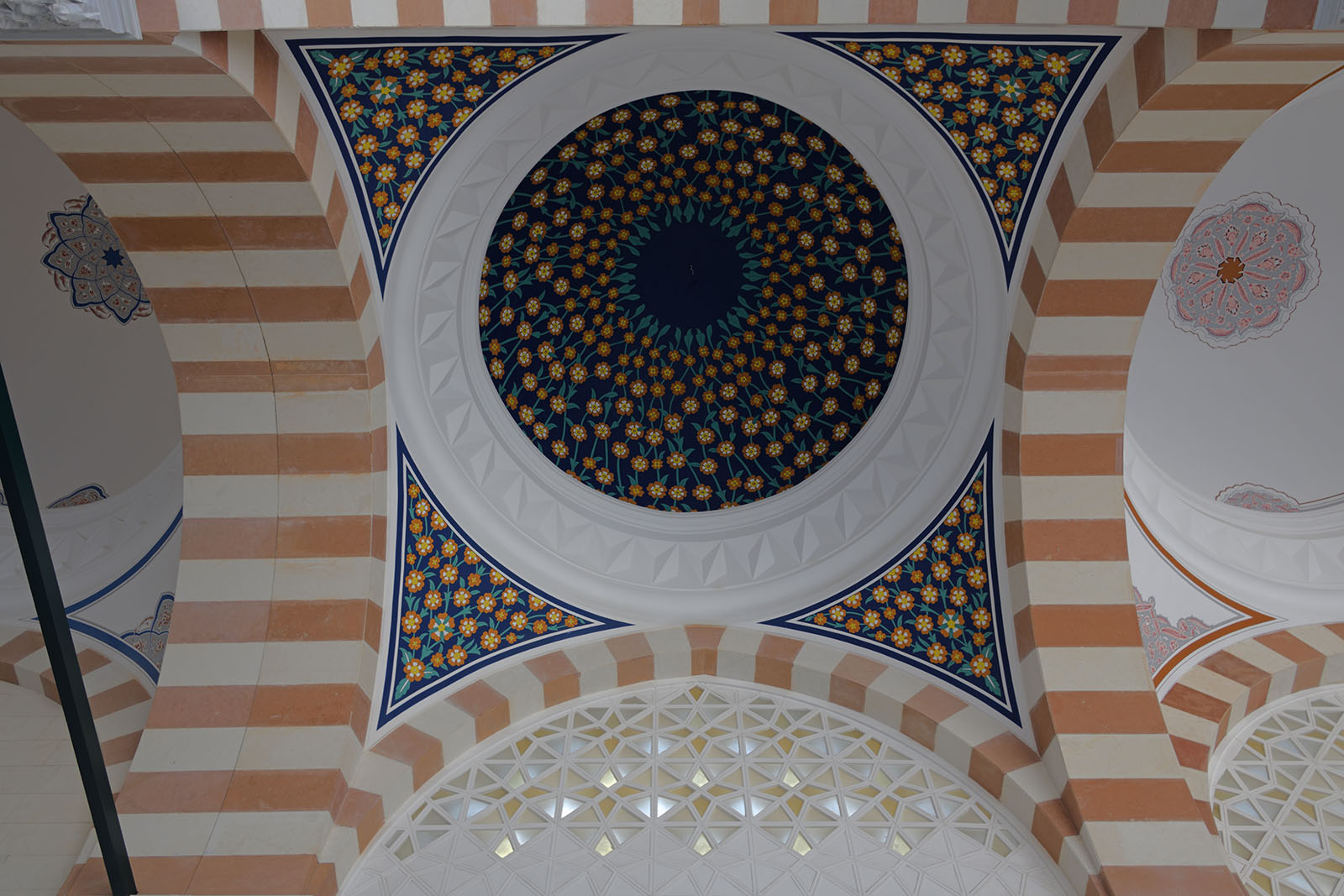